# Valdespino Cerón
Valdespino Cerón es una pedanía y localidad española perteneciente al municipio de Matanza de los Oteros, en la provincia de León, comunidad autónoma de Castilla y León. Está situado a 2 km de Matanza de los Oteros.

## Geografía
| Noroeste: Valdesaz de los Oteros | Norte: Matadeón de los Oteros | Noreste: Castrovega de Valmadrigal |
| Oeste: Alcuetas                  |                               | Este: Albires                      |
| Suroeste Zalamillas              | Sur: Matanza de los Oteros    | Sureste: Valdemorilla              |

## Demografía
Según el padrón municipal de habitantes de 2023 del INE, la localidad de Valdespino Cerón contaba con 47 habitantes, de los cuales 31 eran varones y 16 eran mujeres.
Evolución de la población
| Gráfica de evolución demográfica de Valdespino Cerón entre 2000 y 2023 |
|                                                                        |
| Población de derecho (2000-2023) según el padrón municipal del INE     |

## Transporte y comunicaciones
Red viaria
Dentro de la red de carreteras, Valdespino Cerón cuenta con las siguientes conexiones:
| Identificador | Denominación         | Itinerario                               |
| ------------- | -------------------- | ---------------------------------------- |
| LE-7607       | Carretera provincial | Matanza de los Oteros - Valdespino Cerón |